# Xian de Ganluo
Le xian de Ganluo (甘洛县 ; pinyin : Gānluò Xiàn) est un district administratif de la province du Sichuan en Chine. Il est placé sous la juridiction de la préfecture autonome yi de Liangshan.

## Démographie
La population du district était de 176 014 habitants en 1999.